# 御代田合戦
御代田合戦（みよだかっせん）は、天正8年（1580年）から同9年（1581年）にかけて、佐竹義重を中心とする連合軍と田村清顕との間で発生した陸奥国田村郡の御代田城（現在の福島県郡山市田村町御代田）を巡る戦い。

## 前史
佐竹氏の陸奥方面への進出は佐竹義篤の時代から本格化し、その矛先は白河結城氏が支配する高野郡を中心としていた。これに対して会津の蘆名盛氏は結城義親に娘を娶らせて対抗しようとした。蘆名氏・白河結城氏は後北条氏と連携するとともに、田村清顕と那須資胤を味方に引き入れ、元亀2年（1571年）に蘆名氏・白河結城氏・田村氏・那須氏の四者で同盟が結ばれた。ところが、翌年になると田村清顕と那須資胤が同盟を破棄して佐竹義重と同盟し、天正2年（1574年）に入ると、白河結城氏の内紛をきっかけに佐竹義重が結城白河領の高野郡・白河郡、田村清顕が蘆名領の岩瀬郡・安積郡に攻め込んだ。
蘆名盛氏側には結城義親と二階堂盛義が、佐竹義重側には田村清顕と石川昭光がついて戦ったが、天正3年（1575年）に入ると結城義親が降伏して白河結城氏の当主の座を追われて佐竹氏有利に進むが、天正4年（1576年）9月に田村清顕が一転して蘆名陣営に転じために状況が逆転して、天正5年（1577年）には白河領と石川領が蘆名方に制圧されて蘆名氏の支援を受けた結城義親が復帰、天正6年（1578年）に入ると再び戦況は一転して結城義親が佐竹義重の子・義広を養子に迎えて家督を譲ることで佐竹氏の傘下に入った。更に天正7年（1579年）に入ると、田村清顕が佐竹氏との戦いを続けながら、蘆名氏との戦いも開始した。一方、佐竹氏と蘆名氏の講和交渉は進み、同年7月に両氏は正式に和睦した。さらにこの年の6月には田村氏に従属していた大内定綱が叛旗を翻し、これを支援した二本松義継も田村氏との手切れを表明した。その結果、佐竹・岩城・石川・白河結城・蘆名・二階堂・二本松・大内の諸氏は佐竹義重を盟主とする連合を結成する。孤立した田村氏は連合の北側の大勢力である伊達輝宗に助けを求め、天正7年暮れには田村清顕の娘・愛姫と伊達輝宗の嫡男・政宗との婚姻が成立した。

## 経過
天正8年（1580年）閏3月、佐竹義重は田村清顕攻撃のために出陣し、蘆名盛隆（盛氏の養子で、実父は二階堂盛義）ら連合する諸大名もこれに応じる動きを見せた。ただし、佐竹義重は関東の北条氏政とも合戦中であって間もなく撤退し、6月には隠居の蘆名盛氏が病死したこともあり、大きな衝突は起きなかった。だが、7月に田村側から二階堂領の篠川城を挑発したのを機に蘆名盛隆は佐竹義重の慎重論を押さえて進軍を決断、二階堂・石川連合軍は篠川城と阿武隈川を挟んで対岸にある御代田城を攻撃し、蘆名軍は郡山近郊の富田に進出する。だが、攻撃は思うように進まず、9月には反対に篠川城が攻められ、二階堂盛義もこの際に負傷したのか突然温泉療養に向かい、重臣の須田盛秀らが代わりに軍を率いるなど、連合軍が不利に進んだ。
この状況に危機感を抱いた佐竹義重は翌天正9年（1581年）に入ると自ら出陣し、2月には御代田城を包囲して籠城戦は2か月に及んだ。これを見た伊達輝宗は和議の仲介に乗り出した。結城晴朝や相馬義胤を誘った輝宗は和議に抵抗する盛隆や清顕を説得し、4月に両者を和睦させた。田村軍が占領していた今泉城と引換に蘆名氏側が求めていた御代田城の割譲は避けられたが、岩瀬郡のみならず田村氏の本拠である田村郡の一部まで二階堂氏や蘆名氏に割譲をさせられた田村氏側の敗北であった。

## 影響
御代田合戦に至る田村氏との合戦の中で佐竹義重が長く分立した陸奥国南部の諸大名に強い影響力をもつ状態になったことは、東国に衝撃を与えた。和議の成立直後の6月に甲斐国の武田勝頼が重臣の真田昌幸に対して送った書状には義重が「奥州一統」を果たしたと評価した。また、10月には佐竹義重が自ら会津を訪問して蘆名盛隆らと会談して連携の強化を図っている。勿論、伊達氏や南部氏など陸奥中部以北の諸勢力を傘下に加えた訳ではないものの、会津・仙道・海道の陸奥南部の3地域では佐竹氏主導で地域統合が進展していくことが明確となった。だが、それは仙道の最北部を本拠地の一部とし、かつては奥州探題や陸奥守護職を称したこともある伊達氏からみれば、佐竹氏を盟主とする連合勢力と隣接することを意味していた。伊達輝宗の後を継いだ政宗は家督を継ぐと妻の実家である田村氏を援けることで佐竹氏の北上を受けて立つ形となり、伊達氏と佐竹連合勢力がぶつかった3つの戦い（人取橋の戦い・郡山合戦・摺上原の戦い）のいずれも勝利を収めたことで、御代田合戦による佐竹義重の「奥州一統」からわずか8年で今度は伊達政宗による「奥州一統」へと入れ替わることになったのである。